# Stare Węgorzynko
Stare Węgorzynko [ˈstarɛ vɛnɡɔˈʐɨnkɔ] (tiếng Đức: Wangerin B) là một ngôi làng thuộc khu hành chính của Gmina Wgorzyno, thuộc quận Łobez, West Pomeranian Voivodeship, ở phía tây bắc Ba Lan. Nó nằm khoảng 5 kilômét (3 mi)   phía nam của Węgorzyno, 16 km (10 mi) phía nam Łobez và 66 km (41 mi) về phía đông của thủ đô khu vực Szczecin.
Trước năm 1945, khu vực này là một phần của Đức. Sau Thế chiến II, người dân bản địa Đức bị trục xuất và thay thế bằng người Ba Lan. Đối với lịch sử của khu vực, xem Lịch sử của Pomerania.